# Bermuda op de Olympische Winterspelen 2018
Bermuda was een van de deelnemende landen aan de Olympische Winterspelen 2018 in Pyeongchang, Zuid-Korea.
Bij de achtste deelname van Bermuda aan de Winterspelen werd voor de derde keer deelgenomen in de olympische sportdiscipline langlaufen. Tucker Murphy, ook de vlaggendrager bij de openingsceremonie, nam voor de derde opeenvolgende keer deel op het onderdeel 15 kilometer.

## Deelnemers en resultaten
(m) = mannen 

### Langlaufen
| Olympiër      | Onderdeel         | Resultaat | Prestatie         |
| ------------- | ----------------- | --------- | ----------------- |
| Tucker Murphy | 15 km vrije stijl | 104e      | 43.05,7 (+9.21,8) |